# Obinutuzumab
Obinutuzumab (llamado afutuzumab hasta el año 2009, originalmente GA101) es un anticuerpo humanizado anti-CD20 de tipo II, creado por GlycArt Biotecnología AG y desarrollado por Roche como un tratamiento para el cáncer. Fue aprobado bajo el nombre comercial de Gazyva por la FDA de los EE. UU. en 2013, y como Gazyvaro por la EMA en Europa, para el tratamiento de la leucemia linfocítica crónica combinación con quimioterapia en pacientes no tratados previamente y como segunda línea de tratamiento para el linfoma folicular.

## Usos médicos
Obinutuzumab se utiliza en combinación con clorambucilo como primera línea de tratamiento para la leucemia linfocítica crónica. La supervivencia libre de progresión es mejor que el de rituximab en la misma combinación (26.7 meses vs 15.2 meses), pero su tasa de supervivencia general no es mejor (8% vs 12%). también se utiliza en combinación con bendamustina seguido por monoterapia con obinutuzumab para el tratamiento de pacientes con linfoma folicular como segunda línea de tratamiento con un régimen que contiene rituximab.
No se ha probado en mujeres embarazadas, y es Categoría de Embarazo C.

## Efectos secundarios
Obinutuzumab puede causar reactivación de la hepatitis B y leucoencefalopatía multifocal progresiva.
En un estudio clínico pivotal con obinutuzumab en combinación con chlorambucil, los sujetos que participaron experimentaron reacciones de infusión (69%; 21% grado 3/4), neutropenia (40%; 34% grado 3/4), trombocitopenia (15%; 11% grado 3/4), anemia (12%), y pirexia y tos (10% cada cual). Más del 20% de los sujetos tuvieron resultados anormales de laboratorio incluyendo hipocalcemia e hiponatremia, hiperkalemia, aumento de la creatinina sérica y de las pruebas de función hepática, así como hipoalbuminemia.
Hay un riesgo de trombocitopenia y hemoragia con obinutuzumab, en cuyo caso habría que considerar suspender los medicamentos que incrementen el riesgo de sangrado.

## Mecanismo de acción
Obinutuzumab une el CD20 en las linfocitos B y causa que estas células sean destruidas por el sistema inmunitario adquirido, directamente activando las vías de apoptosis intracelular, y activando el sistema del complemento.

## Química
Obinutuzumab es un anticuerpo monoclonal totalmente humanizado que se une a un epítopo del CD20 que se sobrepone parcialmente con el epitopo reconocido por el rituximab.
La plataforma de la tecnología de GlycArt permitió el control de la glicosilación de las proteínas; las células en las qué se produce el obinutuzumab fueron modificadas para que sobre-expresen dos enzimas de glicosilación, MGAT3 y la mannosidase 2 de Golgi, los cuales reducen la cantidad de fucosa unida al anticuerpo, el cual a su vez aumenta la capacidad de activar las células NK del anticuerpo.
Detalles de la estructura del anticuerpo se encuentran en la propuesta de nombres del 2008 de la WHO INN.

## Historia
El Obinutuzumab fue creado por científicos en GlycArt Biotecnología, la cual había sido fundada en el 2000 como una filial del Instituto Federal suizo de Tecnología en Zúrich para desarrollar anticuerpos monoclonales afucosilados; GA101 era uno de sus productos estrella cuándo fue adquirida por Roche en 2005.
Roche desarrolló el fármaco en los EE. UU. a través de su filial de EE. UU., Genentech, y en Japón a través de su filial japonesa, Chugai. Genentech se afilió con Biogen Idec para explorar el uso del fármaco para la cirrosis biliar primaria pero para el 2014 el desarrollo en esa indicación fue cancelado.
El 13 de noviembre de 2013, la FDA aprobó el obinutuzumab en combinación con clorambucilo como primera línea de tratamiento para la leucemia linfocítica crónica, y fue el primer fármaco que usó la vía rápida de aprobación de este organismo (breakthrough therapy).
En octubre de 2014, NICE anunció que la NHS de Inglaterra no iba a subsidiar el uso de la droga, debido a la incertidumbre de los datos en la solicitud de Roche. En junio de 2015, NICE anunció que subsidiaría el medicamento para uso restringido.
En su recomendación final de obinutuzumab, en la revisión del mes de enero de 2015 de la Pan-Canadian Drug Review (pERC) para el tratamiento de la leucemia linfocítica crónica, publicada por la Agencia Canadiense de Medicamentos y Tecnologías en Salud, el precio establecido del obinutuzumab proporcionado por el fabricante Hoffmann-La Roche fue de $CDN 5,275.54 por cada vial de 1000 mg. A la dosis recomendada, el costa del obinutuzumab era de unos $15,826.50" para los primeros 28 días del primer ciclo de 28 días y "$5275.50 por cada uno de los ciclos de 28 días restantes."
En febrero de 2016, obinutuzmab fue aprobado por la FDA bajo el programa de Revisión prioritaria para el uso en combinación con bendamustine seguido por obinutuzumab en monoterapia para el tratamiento de pacientes con linfoma folicular como una segunda línea a un protocolo que incluya rituximab.

## Investigación
Hasta el 2014 los ensayos clínicos se habían llevado a cabo para explorar el uso de obinutuzumab como una segunda línea en monoterapia en la recaída/refractariedad de la leucemia linfocítica crónica, como monoterapia para la recaída/refractariedad del linfoma no-Hodgkin en personas que tenían una alta expresión de CD20; y en combinación con quimioterapa con CHOP como tratamiento de primera línea para las personas con difuso linfoma de células B grandes CD-20 positivo avanzado.